# Anzonico
Anzonico (in dialetto ticinese Anzóni) è una frazione di 108 abitanti del comune svizzero di Faido, nel Canton Ticino (distretto di Leventina).

## Geografia fisica
È situato a 984 m s.l.m., nella parte settentrionale della Valle Leventina.

## Storia

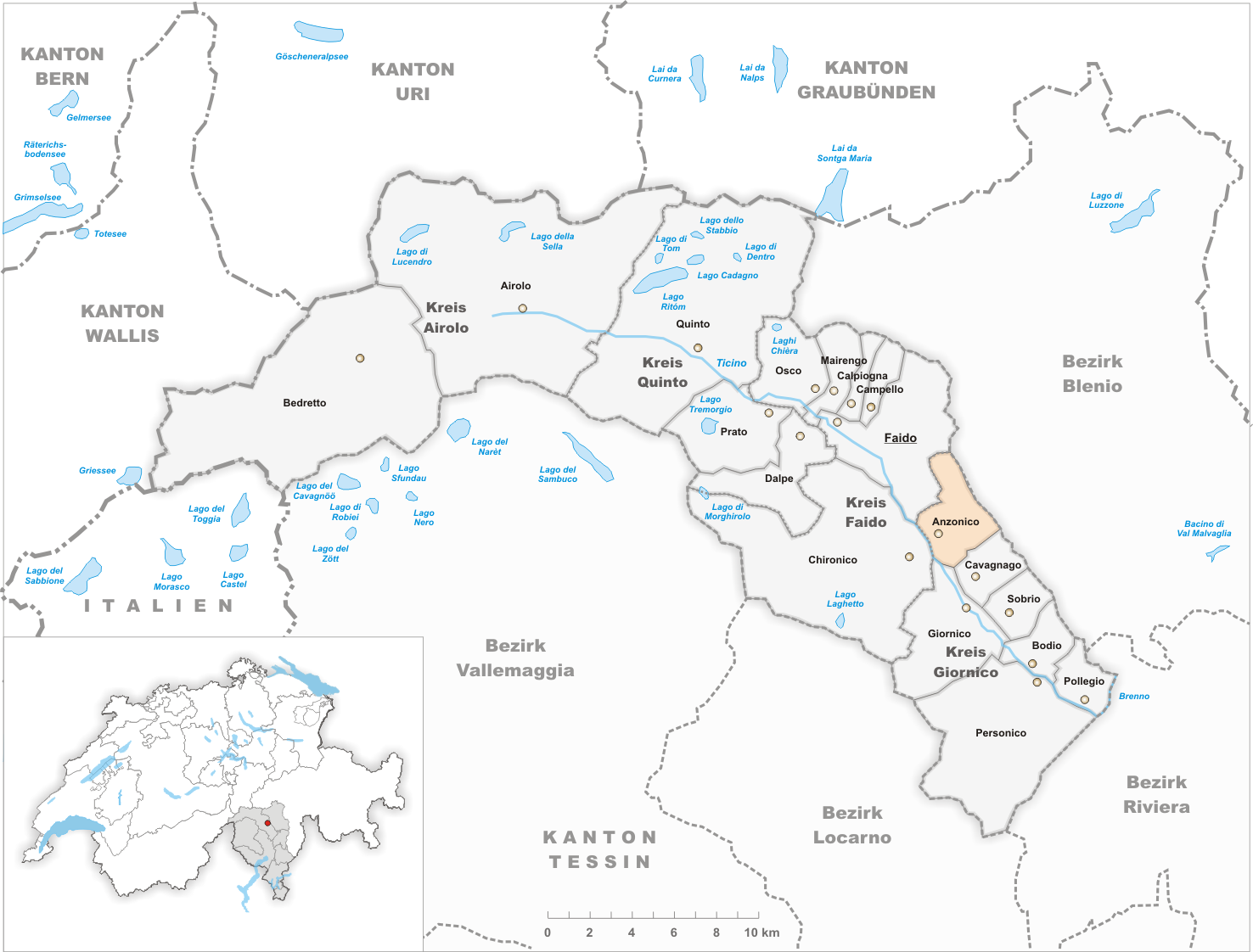
Il territorio del comune di Anzonico prima degli accorpamenti comunali del 2012

Già comune autonomo che si estendeva per 10,6 km², nel 2012 è stato accorpato al comune di Faido assieme agli altri comuni soppressi di Calpiogna, Campello, Cavagnago, Chironico, Mairengo e Osco. La fusione è stata decisa con la votazione popolare del 25 settembre 2011 e con 61 voti favorevoli e 1 contrario.
Nell'inverno 1950-1951, una valanga originatasi dal Pizzo Erra e portata a valle dal Riale della Motta distrusse un ponte e una serie di ricoveri per animali, terminando la propria corsa sui binari della ferrovia dopo aver scavalcato la strada di collegamento per Sobrio.

## Monumenti e luoghi d'interesse

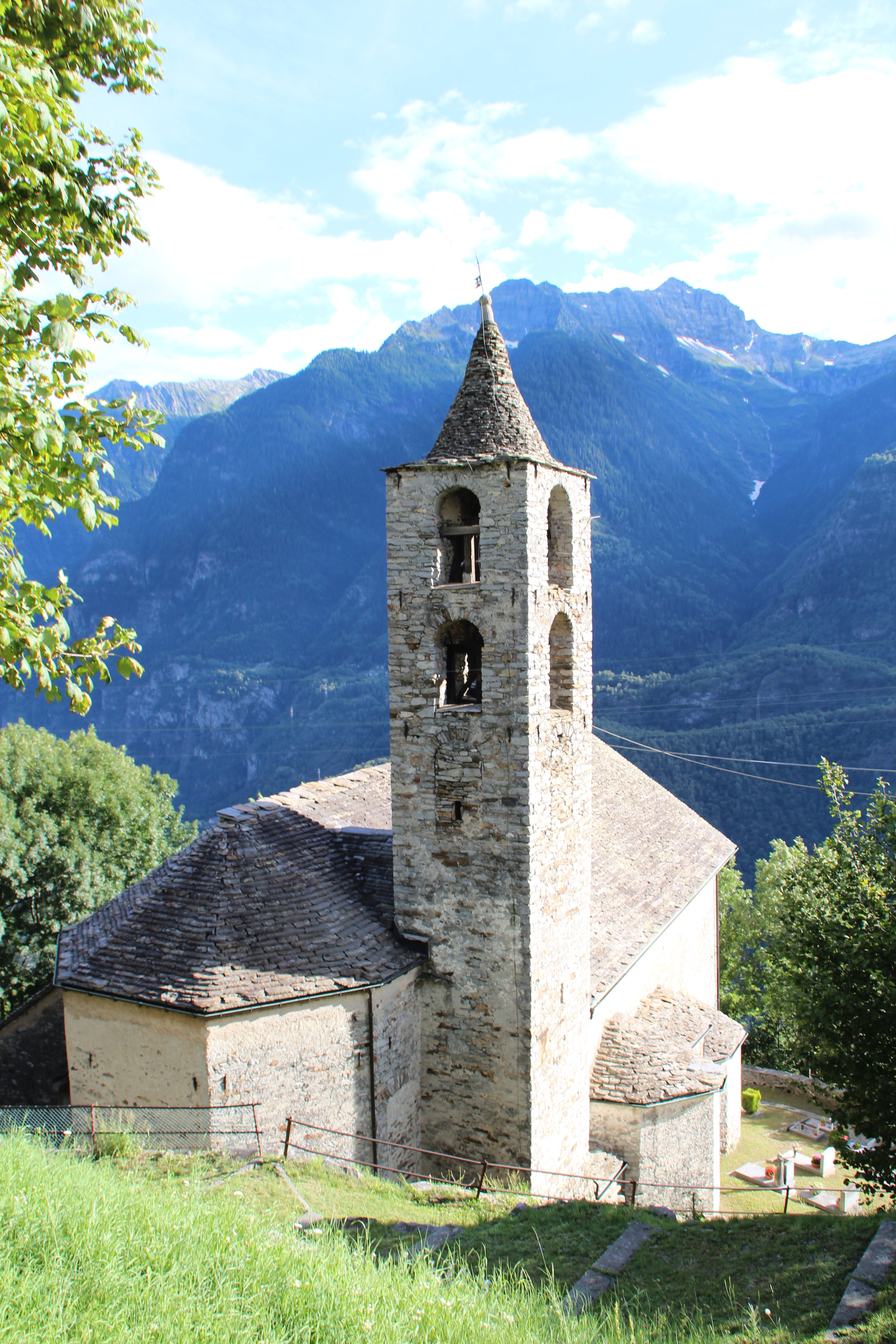
La chiesa parrocchiale di San Giovanni Battista

- Chiesa parrocchiale di San Giovanni Battista (XVII secolo)[4], edificata sul preesistente edificio del 1404 che fu distrutto da una valanga nel 1667[1][5];
- Oratorio di Sant'Antonio da Padova (1678-1684);
- Oratorio di Santa Maria Addolorata (1757).

## Società

### Evoluzione demografica
L'evoluzione demografica è riportata nella seguente tabella:
Abitanti censiti

## Lingue e dialetti
| %     | Ripartizione linguistica (gruppi principali) |
| ----- | -------------------------------------------- |
| 5,1%  | madrelingua tedesca                          |
| 83,7% | madrelingua italiana                         |
| 5,1%  | madrelingua portoghese                       |

## Amministrazione
Ogni famiglia originaria del luogo fa parte del cosiddetto comune patriziale e ha la responsabilità della manutenzione di ogni bene ricadente all'interno dei confini della frazione.